# Ryan Adams (альбом)
| Совокупная оценка    | Совокупная оценка |
| Источник             | Оценка            |
| -------------------- | ----------------- |
| Metacritic           | 77/100            |
| Оценки критиков      |                   |
| Источник             | Оценка            |
| The Line of Best Fit | [ 2 ]             |
| AllMusic             | [ 3 ]             |
| The Guardian         | [ 4 ]             |
| Slant Magazine       | [ 5 ]             |
| Clash Music          | [ 6 ]             |
| Blurt Magazine       | [ 7 ]             |

Ryan Adams — четырнадцатый студийный альбом альт-кантри певца Райана Адамса, выпущенный 9 сентября 2014 года на его собственном лейбле PAX AM. 8 февраля 2015 года на 57-й церемонии «Грэмми» диск был номинирован в категории Лучший рок-альбом, а песня «Gimme Something Good» (Видео) номинирована в категории Лучшая рок-песня. Альбом получил положительные и смешанные отзывы музыкальной критики и интернет-изданий, таких как Allmusic, The Guardian, Slant Magazine и других.

## Об альбоме
Альбом Ryan Adams записывался в калифорнийской студии PAX AM (студия звукозаписи Pax Americana Recording Company, США), которую Адамс создал в 2004 году.
В США альбом вошёл в десятку лучших фолк-альбомов 2014 года (№ 8 в US Folk Albums (Billboard).

## Список композиций
Слова и музыка всех песен — Ryan Adams.
| №   | Название               | Длительность |
| --- | ---------------------- | ------------ |
| 1.  | «Gimme Something Good» | 3:55         |
| 2.  | «Kim»                  | 3:26         |
| 3.  | «Trouble»              | 3:47         |
| 4.  | «Am I Safe»            | 4:32         |
| 5.  | «My Wrecking Ball»     | 3:08         |
| 6.  | «Stay with Me»         | 3:06         |
| 7.  | «Shadows»              | 5:22         |
| 8.  | «Feels Like Fire»      | 4:25         |
| 9.  | «I Just Might»         | 3:29         |
| 10. | «Tired of Giving Up»   | 3:40         |
| 11. | «Let Go»               | 3:43         |

## Позиции в чартах

### Альбом
| Чарт (2014)                      | Наивысшая позиция |
| -------------------------------- | ----------------- |
| Австралия (ARIA)                 | 10                |
| Канада (Canadian Albums Chart)   | 7                 |
| Норвегия (VG-lista)              | 7                 |
| Великобритания (UK Albums Chart) | 6                 |
| США (Billboard 200)              | 4                 |
| США (Billboard Top Rock Albums)  | 1                 |
| США (Billboard Folk Albums)      | 1                 |

### Итоговые годовые чарты
| Чарт (2014)                    | Позиция |
| ------------------------------ | ------- |
| US Folk Albums (Billboard)     | 8       |
| US Top Rock Albums (Billboard) | 55      |